# Léon Walras

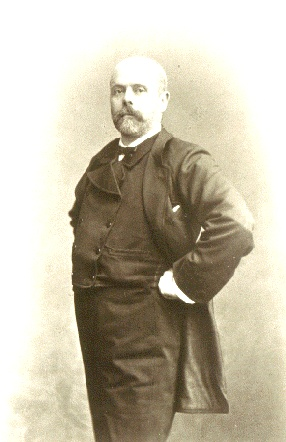
Léon Walras

Marie-Ésprit-Léon Walras, född 16 december 1834 i Évreux, Frankrike, död 5 januari 1910 i Clarens, nära Montreux, Schweiz, var en fransk-schweizisk nationalekonom.

## Biografi

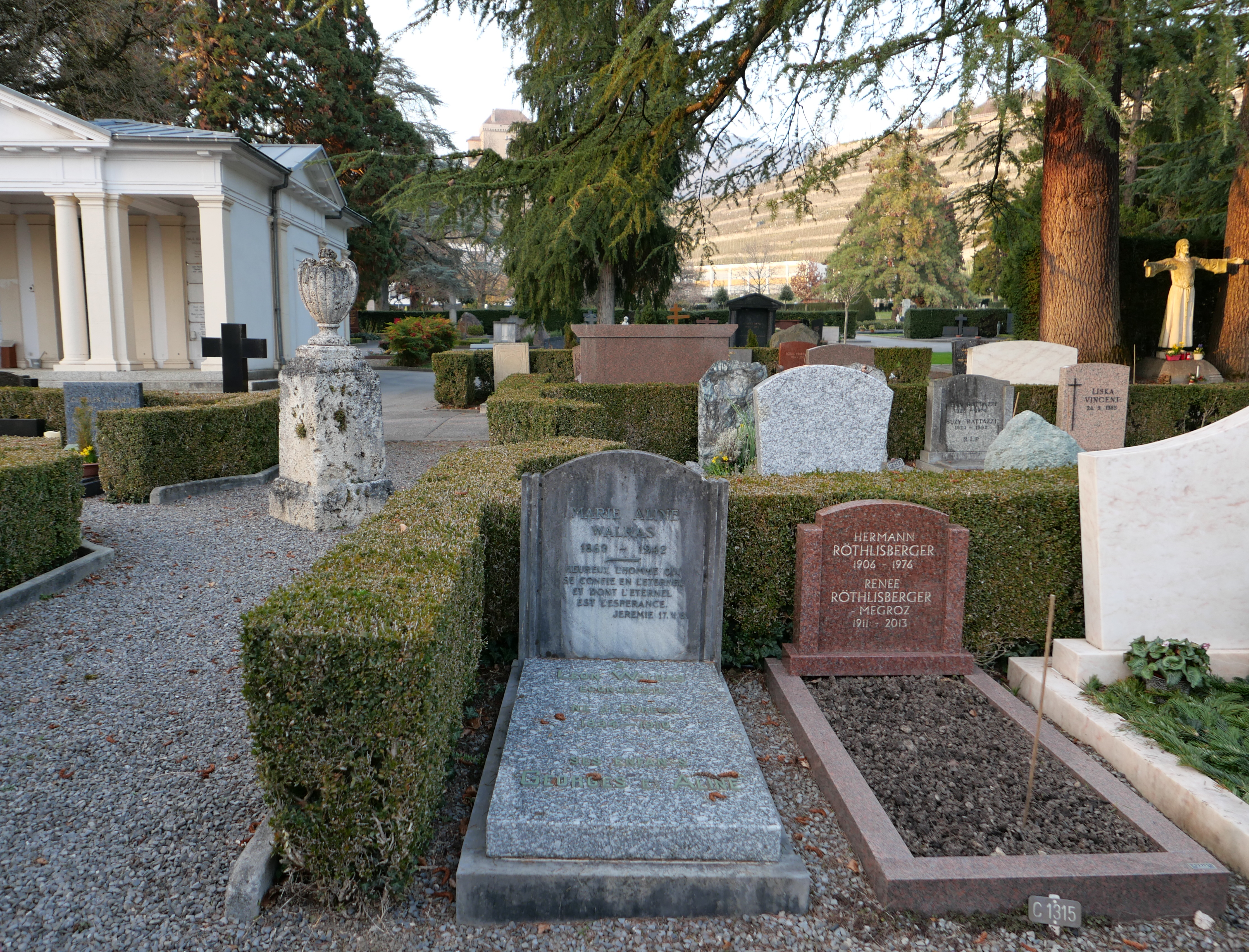
Graven av Walras och hans dotter Marie Aline (1869-1942) på kyrkogården i Clarens i den schweiziska kantonen Vaud.

Walras far Auguste Walras ägnade sig åt ekonomiskt författande även om han inte var professionell nationalekonom. Hans idéer om knappheten (rareté) som grundläggande för värde och pris senare påverkade sonen. Efter klassiska och matematiska studier inriktade sig Walras helt på nationalekonomin genom påverkan från Antoine Augustin Cournot.
Han var professor i nationalekonomi vid Lausannes universitet mellan 1870 och 1892, och efterträddes av Vilfredo Pareto. Efter att han lämnat professuren bodde han kvar utanför Lausanne och var fortsatt verksam som nationalekonomisk författare fram till sin död. Under slutet av sitt liv var han erkänd som en av världens mest framstående nationalekonomer.

## Insatser inom nationalekonomin

Théorie mathématique de la richesse sociale, 1883

Walras utvecklade begreppet knapphet med större precision och var i början av 1870-talet en av de första som införde begreppet marginalnyttan och därmed marginalnytteteorin, som fick avgörande betydelse för nationalekonomins utveckling. Marginalnytteteorin möjliggjorde matematisk analys inom nationalekonomin.
Walras behandlade också läran om priser med en matematisk metod. Han är främst känd för att genom ett ekvationssystem ha utvecklat en allmän jämviktsanalys av prisbildningen för marknaden sedd som en helhet. I samband med detta formulerade han det som kommit att kallas Walras lag efter honom.
Walras synsätt i hans studier av prisbildning var att produktionskostnader och pris ömsesidigt påverkar varandra, och att hela det ekonomiska systemet teoretiskt är att betrakta som ett generellt jämviktssystem är vid privat äganderätt och fri konkurrens. Det allmänna jämviktsteorin syftade till att klarlägga förutsättningarna för denna jämvikt och vilken påverkan som tillfälliga störningar får på jämvikten. Detta teoretiska betraktelsesätt kom under de kommande decennierna att långsamt få fäste inom nationalekonomin på bekostnad av äldre uppfattningar som mera snävt letade efter orsaker till ekonomiska företeelserna, till exempel i produktionskostnader som orsak till priser. Walras publikationer påverkade därför starkt senare nationalekonomerna, bland annat svenskarna Gustav Cassel och Knut Wicksell.
Walras huvudverk är Éléments d'économie politique pure (två band, 1874–1877), Études d'économie sociale (1896) och Études d'économie politique appliquée (1898).